# İstanbul Cuma Ligi 1916/17

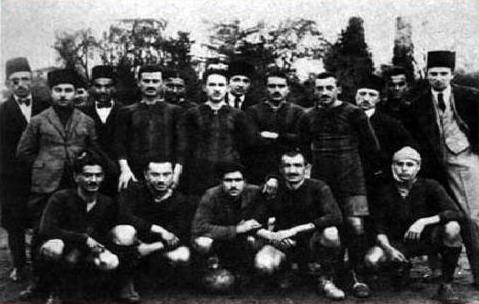
Altınordu İdman Yurdu in der Saison 1916/17.

Die İstanbul Cuma Ligi 1916/17 war die zweite ausgetragene Saison der İstanbul Cuma Ligi. Meister wurde zum ersten Mal Altınordu İdman Yurdu.
Anadolu Hisarı İdman Yurdu nahm an der Rückrunde nicht teil.

## Statistiken

### Abschlusstabelle
Punktesystem
Sieg: 3 Punkte, Unentschieden: 2 Punkte, Niederlage: 1 Punkt
| Pl. | Verein                     | Sp. | S | U | N | Tore    | Diff. | Punkte |
| --- | -------------------------- | --- | - | - | - | ------- | ----- | ------ |
| 1.  | Altınordu İdman Yurdu      | 9   | 8 | 1 | 0 | ?:?     | 00?   | 26     |
| 2.  | Anadolu                    | 9   | 6 | 0 | 3 | ?:?     | 00?   | 21     |
| 3.  | Fenerbahçe Istanbul        | 9   | 3 | 2 | 4 | 019:130 | +6    | 17     |
| 4.  | Süleymaniye                | 9   | 4 | 0 | 5 | ?:?     | 00?   | 17     |
| 5.  | Galatasaray Istanbul       | 9   | 2 | 0 | 7 | 016:260 | −10   | 13     |
| 6.  | Anadolu Hisarı İdman Yurdu | 5   | 0 | 1 | 4 | ?:?     | 00?   | 06     |

## Kreuztabelle
Die Kreuztabelle stellt die Ergebnisse aller Spiele dieser Saison dar. Die Heimmannschaft ist in der linken Spalte, die Gastmannschaft in der oberen Zeile aufgelistet.
| 1916/17                   | ALY | ANA | Fenerbahçe Istanbul | SUM | Galatasaray Istanbul | AIY |
| ------------------------- | --- | --- | ------------------- | --- | -------------------- | --- |
| Altınordu İdman Yurdu     |     | :   | 3:1                 | 1:0 | 2:0                  | :   |
| Anadolu                   | :   |     | :                   | :   | 2:1                  | 4:0 |
| Fenerbahçe Istanbul       | 1:2 | 1:2 |                     | 0:1 | 3:2                  | :   |
| Süleymaniye               | :   | :   | 2:1                 |     | 4:1                  | :   |
| Galatasaray Istanbul      | 0:6 | 2:1 | 1:4                 | 7:3 |                      | 2:1 |
| Anadoluhisarı İdman Yurdu | :   | :   | 1:1                 | :   | :                    |     |